# 旭村 (埼玉県児玉郡)
旭村（あさひむら）は埼玉県の北部、児玉郡に属していた村。

## 地理
- 河川：利根川、烏川、元小山川、御陣場川

## 歴史
- 1889年（明治22年）4月1日 町村制施行により、都島村、小島村、沼和田村、山王堂村、新井村、杉山村、下野堂村が合併し児玉郡旭村が成立する。
- 1954年（昭和29年）7月1日 本庄町、藤田村、仁手村、北泉村と合併し本庄市が発足。同日旭村廃止。

## 経済

### 産業
農業
『大日本篤農家名鑑』によれば旭村の篤農家は、「井田文次郎、卜部喜平、瀧野七太郎、塩原善郎、塩原貞次、塩原濱吉」などである。
商工業
- 境野太平（蚕種販売業）[2]
- 関口幸次郎（土木建築請負業）[2]
- 関口半五郎（土木建築請負業）[2]

## 出身・ゆかりのある人物
- 秋山龜太郎（旭尋常小学校長）[2]
- 卜部喜太郎（弁護士、政治家） - 東京弁護士会会長。衆議院議員。
- 塩原旭映（画工）[2]
- 石川三四郎
- 根岸丹次郎 - 埼玉硫酸事件の実行犯。同事件には石川三四郎の兄たちも関わっていた。犯行時に硫酸の飛沫により失明、10年の刑期後は風呂屋の番台係を務めた。